# Robert Paul (patinador)
Robert Paul (Toronto, Ontário, Canadá, 2 de junho de 1937 — Minneapolis, Minnesota, 19 de dezembro  de 2024) é um ex-patinador artístico canadense que competiu em competições de duplas. Ele foi campeão olímpico em 1960 ao lado de Barbara Wagner.
Robert Paul faleceu em 19 de dezembro de 2024, aos 87 anos.

## Principais resultados

### Com Barbara Wagner
| Resultados                                            | Resultados        | Resultados      | Resultados      | Resultados      | Resultados      | Resultados      | Resultados    | Resultados    | Resultados    | Resultados    | Resultados    | Resultados    |
| Internacional                                         | Internacional     | Internacional   | Internacional   | Internacional   | Internacional   | Internacional   | Internacional | Internacional | Internacional | Internacional | Internacional | Internacional |
| Evento/Temporada                                      | 1954– 1955        | 1955– 1956      | 1956– 1957      | 1957– 1958      | 1958– 1959      | 1959– 1960      |               |               |               |               |               |               |
| ----------------------------------------------------- | ----------------- | --------------- | --------------- | --------------- | --------------- | --------------- | ------------- | ------------- | ------------- | ------------- | ------------- | ------------- |
| Jogos Olímpicos                                       |                   | 6.º             |                 |                 |                 | Medalha de ouro |               |               |               |               |               |               |
| Campeonato Mundial                                    | 5.º               | 5.º             | Medalha de ouro | Medalha de ouro | Medalha de ouro | Medalha de ouro |               |               |               |               |               |               |
| Campeonato Norte-Americano                            | Medalha de bronze |                 | Medalha de ouro |                 | Medalha de ouro |                 |               |               |               |               |               |               |
| Nacional                                              |                   |                 |                 |                 |                 |                 |               |               |               |               |               |               |
| Campeonato Canadense                                  | Medalha de prata  | Medalha de ouro | Medalha de ouro | Medalha de ouro | Medalha de ouro | Medalha de ouro |               |               |               |               |               |               |
|                                                       |                   |                 |                 |                 |                 |                 |               |               |               |               |               |               |
| Legenda: Competição não foi disputada nesta temporada |                   |                 |                 |                 |                 |                 |               |               |               |               |               |               |